# Action Forms
Action Forms — украинская частная компания, разработчик компьютерных игр, расположена в Киеве.

## История компании
Компания Action Forms была основана в 1995 году. В 1997 году выходит дебютный проект компании — «Chasm: The Rift».
Впоследствии прославляется серией игр «Carnivores», из которой «Action Forms» разработали первые три игры. В первой игре серии дебютировал движок «AtmosFear» собственной разработки. В 2005 году были выпущены «Вивисектор. Зверь внутри» и «Остров сокровищ». 5 декабря 2008 года компания «Action Forms» реализует проект «Анабиоз. Сон разума», основанный на доработанном движке «AtmosFear 2.0». Затем компания прекратила активность. Основные сотрудники компании перешли в организованную ими компанию «Tatem Games», специализирующуюся на играх под «Apple iOS», разрабатывали серию «Carnivores». Tatem games, в свою очередь, была позже частично приобретена компанией Innovecs.

## Игры Action Forms

### Изданные игры
| Название                    | Дата выхода      | Жанр                          | Издатель             | Платформа                                                  |
| --------------------------- | ---------------- | ----------------------------- | -------------------- | ---------------------------------------------------------- |
| Chasm: The Rift             | 30 сентября 1997 | шутер от первого лица         | -                    | DOS                                                        |
| Carnivores                  | 30 ноября 1998   | -                             | WizardWorks Software | Windows                                                    |
| Carnivores 2                | 22 октября 1999  | -                             | WizardWorks Software | -                                                          |
| Carnivores: Ice Age         | 15 января 2001   | -                             | WizardWorks Software | Windows, PlayStation Portable, PlayStation 3, iOS, Android |
| Остров сокровищ             | ноябрь 2005      | -                             | 1C                   | -                                                          |
| Вивисектор. Зверь внутри    | 30 сентября 2005 | шутер от первого лица, action | 1C                   | Windows                                                    |
| Анабиоз. Сон разума         | 5 декабря 2008   | survival horror               | 1C                   | Windows                                                    |
| Carnivores: Dinosaur Hunter | 12 июня 2010     | -                             | -                    | iOS, Android, PlayStation 3, PlayStation Portable          |

### Отмененные игры
- Duke Nukem: Endangered Species[5]
- Приключения капитана Врунгеля[6]
- Mowgli’s Adventures[7]